# Гора Фальконер
77°35′00″ пд. ш. 163°07′59″ сх. д. / 77.5833° пд. ш. 163.133° сх. д.
Гора Фалконер (77°35′S 163°8′E) — це гора висотою 810 метрів (2660 футів), що перевершує озеро Фрікселл на північній стіні долини Тейлор, між горою МакЛеннан і льодовиком Співдружності в Антарктиді. Його назвала група «Західна подорож» на чолі з Томасом Гріффітом Тейлором з Британської антарктичної експедиції 1910—1913 рр.